# The Secret (miniserie televisiva)
The Secret è una miniserie televisiva britannica del 2016 in 4 episodi, trasmessa dall'ITV dal 29 aprile 2016 al 20 maggio 2016.
Basata su fatti realmente accaduti a Coleraine (Irlanda del Nord) tra il 1990 e il 2011, la pellicola è stata scritta da Stuart Urban e diretta da Nick Murphy. Nei panni dei protagonisti, James Nesbitt (Colin Howell) e Genevieve O'Reilly (Hazel Buchanan).
In Italia la miniserie è inedita.

## Trama
Coleraine, Irlanda del Nord, 1990. Colin Howell è uno stimato dentista, padre di 4 bambini, fervente credente appartenente alla Chiesa battista, sposato con la mite Lesley. Colin s'infatua di Hazel, anch'ella sposata e madre di due bambini, appartenente al medesimo culto. Tra i due nasce un'appassionata relazione clandestina, che dura per mesi e sembra terminare quando il Pastore Hansford ne viene a conoscenza e lo comunica a tutti gli interessati, tra cui Lesley e Trevor, il marito di Hazel. Lesley e Trevor a fatica accettano l'adulterio dei rispettivi coniugi, ma per il bene dei bambini e per la loro accesa spiritualità, decidono di perdonarli e continuare a vivere. Colin e Hazel tuttavia ricominciano a vedersi di nascosto, fino a quando, impossibilitato a continuare la relazione, Howell convince facilmente Hazel ad uccidere Trevor e Lesley, inscenando un suicidio. 

La notte del 19 maggio 1991, con la complicità di Hazel che riesce a mettere dei sonniferi al proprio marito, Colin avvelena col gas di scarico dell'auto la propria moglie, soffocandola con un cuscino quando questa riesce a svegliarsi e grida aiuto; poi si reca a casa di Hazel che lo sta aspettando e soffoca anche Trevor, dopo una breve colluttazione. Poi, mentre Hazel pulisce la casa e fa sparire le prove, Colin si reca nel garage del suocero a Castlerock, e inscena un finto suicidio nella propria auto.
Nei mesi successivi, i due assassini iniziano a frequentarsi pubblicamente, fino a quando Hazel tronca la relazione e ne inizia un'altra col maturo Dave, che è all'oscuro di tutto. Colin eredita anche due grosse somme di denaro, una che apparteneva alla moglie e una dall'assicurazione.

1998: Colin si rifà una vita e sposa Kyle, da cui ha un figlio. Ormai convinto di essere perdonato da Dio per i peccati precedenti, confessa alla nuova moglie i suoi delitti. La donna, per paura e convenienza, non dice niente alle autorità.
2009: ormai fuori controllo, Colin tradisce ripetutamente la moglie, abusa di molte sue pazienti e perde una fortuna nella ricerca dell'Oro di Yamashita. Ormai sul lastrico, decide di confessare i suoi crimini alla polizia e viene condannato all'ergastolo. Gli inquirenti accusano anche Hazel di complicità negli omicidi; la donna si professa innocente e dichiara di essere stata influenzata dal manipolatore Colin; tuttavia, grazie anche alla deposizione di Colin, viene anch'essa condannata all'ergastolo.